# Anne Leßmeister

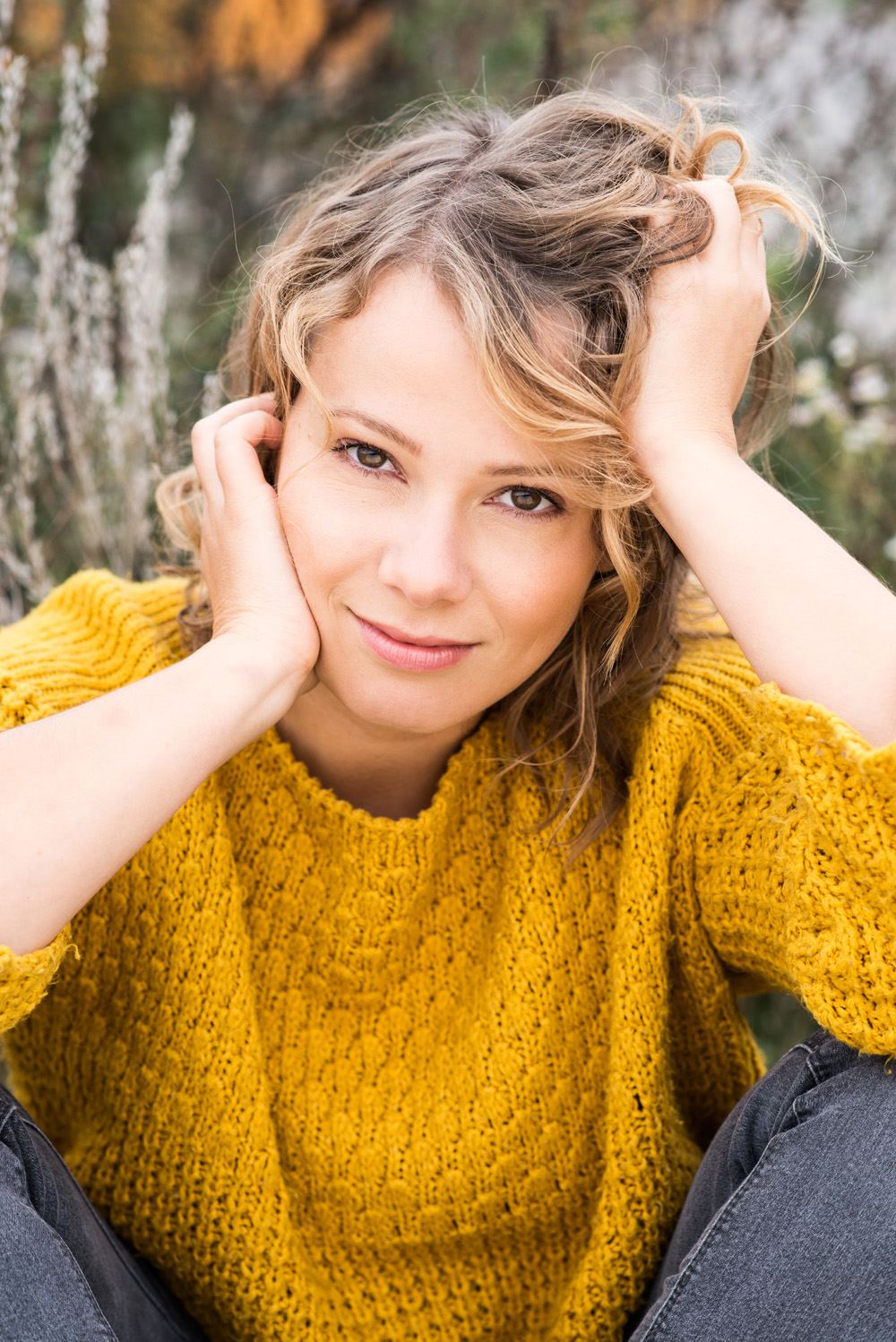
Anne Leßmeister im Jahr 2014

Anne Leßmeister (* 9. September 1984 in Stuttgart) ist eine deutsch-österreichische Schauspielerin.

## Leben
Nach ihrem Abitur in Stuttgart sammelte Anne Leßmeister Erfahrungen am Theater als Regiehospitantin am Staatstheater Stuttgart bei Pia Podgornik. Im Jahr 2005 begann sie das Studium im Fach Schauspiel/Sprachgestaltung und Theaterpädagogik an der Alanus Hochschule für Kunst und Gesellschaft in Alfter bei Bonn. Im darauffolgenden Jahr wechselte sie an die Hochschule für Musik und Darstellende Kunst Stuttgart, wo sie im September 2010 mit dem Diplom im Fach Schauspiel abschloss. Sie spielte in dieser Zeit am Wilhelma-Theater in Stuttgart und am Staatstheater Stuttgart.
Seit September 2010 hatte sie ein festes Engagement am Theater Baden-Baden. Dort spielte sie unter anderem unter der Regie von Odette Bereska, Johanna Schall, Otto Kugla, Thomas Höhne, Gernot Plass und Harald Fuhrmann. 2015 inszenierte sie überdies das Stück Blutjung. Seit 2016 arbeitet sie als freie Schauspielerin, so 2017 am Schauspielhaus Bochum.
Neben ihrer Schauspieltätigkeit ist sie seit 2009 Sprecherin in Hörspielen und Features für den SWR und seit 2013 Voice-over für arte.

## Theater (Auswahl)
Wilhelma-Theater
- 2009: Dirne/Süßes Mädel in "Der Reigen" (Schnitzler), Regie: Beat Fäh

 Staatstheater Stuttgart
- 2009: Lulu/Cäcilie in "Der Zoo" (Specht), Regie: Christian Hockenbrink

Theater Baden-Baden
- 2010: Kaffeehaus, Regie: J. Schall
- 2010: Frank (und frei)[4]
- 2010: Irina in "Drei Schwestern" (Tschechow), Regie: Claudia Brier
- 2010: One Minute
- 2010: Des Kaisers neue Kleider
- 2010: Die Dostoevskij-Nacht[5], Regie: Nicola May
- 2010: Die mich jagen, Regie: Laura Huonker
- 2010: Winterreise (Jelinek), Regie: Maria-Elena Hackbarth
- 2010: Warja in "Der Kirschgarten", Regie: Maria-Elena Hackbarth
- 2010: Nußknacker und Mausekönig, Regie: Odette Bereska
- 2010: Frühlings Erwachen – Das Musical, Regie: Claudia Brier
- 2012: Emma in "Madame Bovary"  (Flaubert), Regie: K.Fillmann[6][7]
- 2013: Frida in "John Gabriel Borkman" (Ibsen), Regie Otto Kugla[8]
- 2013: Jasmin in "Die Entfernung der Amygdala" (Orths), Regie: K. Fillmann[9]
- 2013: Viel Lärm um nichts (Shakespeare), Regie: A. Varesco
- 2015: Der Diener zweier Herren, Regie: Barry Goldman
- 2015: Polly in "Die Dreigroschenoper", Regie: Thomas Höhne
- 2015: Die Geizigen, Regie: Melanie Huber
- 2015: Die erstaunlichen Abenteuer der Maulina Schmitt, Regie: Jule Kracht
- 2015: Eliza in "My Fair Lady" (Lerner & Loewe), Regie: Thomas Höhne
- 2015: Nina in "Vania und Sonia und Mascha und Spike" (Durang), Regie: Stefan Huber
- 2015: Hermia in "Sommernachtstraum" (Shakespeare), Regie: Piet Drescher
- 2015: Mietze in "Berlin Alexanderplatz" (Döblin), Regie: Gernot Plass

 Schauspielhaus Bochum 
- 2017: Sams in "Das Sams – Eine Woche voller Samstage", Regie: Barbara Hauck

 Kammertheater Karlsruhe 
- 2018: Mary in "The Show Mist Go On", Regie: Ingmar Otto

## Lesung
- 2014: "Gut gegen Nordwind", Daniel Glattauer

## Film (Auswahl)
- 2011: Marie, Rolle: Marie, Regie: Nicolai Zeitler
- 2013: Am anderen Ende, Regie: Oliver Haug[10]
- 2013: Lebe lieber selbst!, Regie: Keno Bültena
- 2013: Matt, Regie: Michael Ciesielski
- 2014: Objekt der Begierde, Regie: Katja Ginnow